# Leif Andersson (handbollsspelare)
Leif Berndt Andersson, född 5 september 1929 i Annedal, Göteborg, död 5 juni 2006 i Släp, Kungsbacka, var en svensk handbollsspelare och idrottsledare. Han spelade hela karriären för Redbergslids IK, gjorde 23 landskamper för Sveriges landslag åren 1950–1959 och tilldelades Stora grabbars märke.

## Klubbkarriär
Leif Andersson spelade under sin elitkarriär bara för Redbergslids IK (RIK) och var med och vann SM-guld 1954.

## Landslagskarriär
Leif Andersson spelade enligt den nya landslagsstatistiken bara sex landskamper från 1951 till 1953 men det är helt missvisande då han spelade flest landskamper utomhus och de finns inte med i statistiken. Det var också utomhus han spelade i mästerskap och fick sin största internationell merit.
Inomhus debuterade han mot Västtyskland den 9 februari 1951 och spelade sista landskampen två år senare den 15 april 1953 mot Spanien. Han stod för bara sex mål inomhus och spelade inga mästerskapsturneringar.
Utomhus spelade han 17 landskamper från 1950 till 1959. Han var med i truppen till utomhus-VM 1959 och vann en bronsmedalj.

## Efter den aktiva karriären
Andersson hade under lång tid många ideella uppdrag i RIK och var 2003–2005 klubbens ordförande.
Leif Andersson är gravsatt i minneslunden på Skogskyrkogården i Kungsbacka.